# 班秃
班秃（？—1258年），元宪宗蒙哥长子，母大皇后忽都台。
1257年，班秃与弟玉龙答失、昔里吉从蒙哥车驾渡大漠，至玉龙杰赤。1258年，班秃在吉河之南去世，无子。泰定三年（1326年），元泰定帝诏以宪宗明里忽都鲁皇后守班秃营帐。《史集》记载蒙哥有四子，无辩都，《元史·宗室世系表》有辩都，疑为班秃误记。 

## 资料来源
- 《元史·宗室世系表》
- 《新元史》